# Los Indolentes
Los Indolentes  es una película mexicana dirigida por José Estrada, ganadora de varios premios, entre ellos un Ariel de plata al guion cinematográfico; narra la historia de una familia de latifundistas despojados por el cardenismo, es el retrato de la familia Alday; fantasmas y lacras sociales que viven del recuerdo de su esplendor porfirista, un clan que guarda un fuerte rencor hacia la Reforma Agraria que ha menguado su territorio.

## Argumento
Situada en la época de los mandatos de Plutarco Elías Calles y Miguel Alemán; narra la historia de los Alday quienes, después de la muerte de don Claudio (el jefe de la familia), ven acabarse la clase social a la que pertenecían (que tuvo su esplendor antes de la revolución), lentamente para ser sustituida por otra que lucha por obtener una vida más digna.
Después de morir, Don Claudio un terrateniente que en época de la revolución jugaba a fusilar revoltosos, hereda una vieja hacienda que se desmorona a su nieto Rosendo (Miguel Ángel Ferríz) un adolescente sin educación ni cuidado que vive sólo para la satisfacción de sus caprichos; en el mismo lugar intentan sobrevivir su abuela entreteniendo sus últimos días con los recuerdos y su madre quien comienza a manifestar serios principios de desequilibrio mental.
Rosendo no ha heredado una hacienda próspera, por el contrario una tierra invadida por campesinos producto de la repartición durante la reforma agraria; lo único que les queda son los recuerdos y la esperanza de que su grandeza regrese en algún momento y alimentarse del odio a Lázaro Cárdenas por propiciar dicha repartición. El adolescente retrata fielmente a la juventud posrevolucionaria de los patrones, obsesionado con las mujeres pero incapaz de mover un dedo para salir de la miseria en la que están inmersos y con la idea de vender lo único que tienen para salir él adelante a costa de su abuela y madre. 
Pasa el tiempo, muere la abuela, el dinero de la hacienda se reduce cada año, la viuda abandona al indolente heredero, quien permanece solo en una casa ruinosa plagada de hormigas esperando su final.

## Elenco
- Rita Macedo es Inés Alday
- Raquel Olmedo es Josefina
- Isabela Corona es Amarinda Alday
- Miguel Ángel Ferríz es Rosendo Castrejón
- Ana Martín es Rosa
- Agustín Silva es Román
- Paola Jiménez Pons es García
- Eduardo Ocaña es Justino
- J. Antonio de Rubín es Don Claudio
- José Nájera... boticario
- Francisco Rabel... sacerdote
- Mario Oropeza... soldado
- José Antonio Estrada es Lencho

## Premios y nominaciones

### XXI Entrega delAriel(1979)
Fecha de la premiación: 18 de octubre de 1979
| Año  | Categoría             | Receptor               | Resultado |
| ---- | --------------------- | ---------------------- | --------- |
| 1977 | Argumento Original    | Rubén Torres           | Ganador   |
| 1977 | Guión Cinematográfico | Rubén Torres           | Ganador   |
| 1977 | Música de Fondo       | Joaquín Gutiérrz Heras | Ganador   |
| 1977 | Coactuación femenina  | Ana Martín             | Nominada  |